# بوليخيف
بوليكيف (Болехів) هي مدينة في مقاطعة إفانو-فرانكيفسكا في أوكرانيا.